# Змийски гущери
Змийските гущери (Pygopodidae) са семейство влечуги от разред Люспести (Squamata).
Включва 7 рода с около 45 вида гущери, родствени с геконите, но със силно редуцирани или напълно липсващи крайници. Разпространени са в Австралия и Нова Гвинея.

## Родове
Семейство Pygopodidae – Змийски гущери
- Подсемейство Lialisinae
  - Триб Lialisini
    - Lialis
- Подсемейство Pygopodinae
  - Delma
  - Paradelma
  - Pygopus
  - Триб Aprasiaini
    - Подтриб Aprasiaina
      - Ophidiocephalus
      - Aprasia

    - Подтриб Pletholaxina
      - Pletholax